# Clipper Mills (Kalifornija)
Clipper Mills je naseljeno područje za statističke svrhe u američkoj saveznoj državi Kalifornija. Prema popisu stanovništva iz 2010. u njemu je živjelo 142 stanovnika.